# Sonata de iglesia n.º 2 (Mozart)
La Sonata de iglesia n.º 2 en si bemol mayor, K. 68/41i, es una sonata de iglesia en un único movimiento, escrita por Wolfgang Amadeus Mozart.
Alfred Einstein dató esta obra en 1767, pero investigaciones posteriores, particularmente las realizadas por Hans Dennerlein, concluyen que es muy improbable que fuese compuesta antes del 9 de agosto de 1772, cuando Mozart fue nombrado Domkonzertmeister por el Príncipe-arzobispo de Salzburgo, Hieronymus von Colloredo.

## Características
La obra está escrita en compás de compasillo, con una indicación de tempo de Allegro. Presenta una extensión de sesenta y dos compases, y consta de dos secciones, ambas repetidas: la primera (compases 1-26) se desplaza a la tonalidad de la dominante (fa mayor), mientras que la segunda (compases 26-62) regresa a la tonalidad principal. Por otra parte, como la mayor parte de las sonatas de iglesia mozartianas, está escrita para dos violines, órgano obbligato, y bajos (violonchelo y contrabajo, y fagot ad libitum).